# Liste der Bodendenkmale in Quickborn (Dithmarschen)
In der Liste der Bodendenkmale in Quickborn sind die Bodendenkmale der Gemeinde Quickborn nach dem Stand der Bodendenkmalliste des Archäologischen Landesamts Schleswig-Holstein von 2016 aufgelistet.
| Denkmal-ID           | Befundart           | Bezeichnung                                               | Zeitstellung                            | Lage | Bemerkungen | Bild |
| -------------------- | ------------------- | --------------------------------------------------------- | --------------------------------------- | ---- | ----------- | ---- |
| aKD-ALSH-Nr. 000 274 | Befestigung > Wall  | Landwehr/Wall/Schanze/Panzergraben „Quickborner Schanzen“ | Frühgeschichte, Neuzeit, Zeitgeschichte |      |             |      |
| aKD-ALSH-Nr. 000 275 | Grabmal > Grabhügel | Grabhügel                                                 | Vor- und/oder Frühgeschichte            |      |             |      |
| aKD-ALSH-Nr. 000 276 | Grabmal > Grabhügel | Grabhügel                                                 | Vor- und/oder Frühgeschichte            |      |             |      |
| aKD-ALSH-Nr. 000 277 | Grabmal > Grabhügel | Grabhügel                                                 | Vor- und/oder Frühgeschichte            |      |             |      |
| aKD-ALSH-Nr. 000 278 | Grabmal > Grabhügel | Grabhügel                                                 | Vor- und/oder Frühgeschichte            |      |             |      |
| aKD-ALSH-Nr. 000 279 | Grabmal > Grabhügel | Grabhügel                                                 | Vor- und/oder Frühgeschichte            |      |             |      |
| aKD-ALSH-Nr. 000 280 | Grabmal > Grabhügel | Grabhügel                                                 | Vor- und/oder Frühgeschichte            |      |             |      |
| aKD-ALSH-Nr. 000 281 | Grabmal > Grabhügel | Grabhügel                                                 | Vor- und/oder Frühgeschichte            |      |             |      |
| aKD-ALSH-Nr. 000 282 | Grabmal > Grabhügel | Grabhügel                                                 | Vor- und/oder Frühgeschichte            |      |             |      |
| aKD-ALSH-Nr. 000 283 | Grabmal > Grabhügel | Grabhügel                                                 | Vor- und/oder Frühgeschichte            |      |             |      |
| aKD-ALSH-Nr. 000 284 | Grabmal > Grabhügel | Grabhügel                                                 | Vor- und/oder Frühgeschichte            |      |             |      |
| aKD-ALSH-Nr. 000 285 | Grabmal > Grabhügel | Grabhügel                                                 | Vor- und/oder Frühgeschichte            |      |             |      |
| aKD-ALSH-Nr. 000 286 | Grabmal > Grabhügel | Grabhügel                                                 | Vor- und/oder Frühgeschichte            |      |             |      |
| aKD-ALSH-Nr. 000 287 | Grabmal > Grabhügel | Grabhügel                                                 | Vor- und/oder Frühgeschichte            |      |             |      |
| aKD-ALSH-Nr. 000 288 | Grabmal > Grabhügel | Grabhügel                                                 | Vor- und/oder Frühgeschichte            |      |             |      |
| aKD-ALSH-Nr. 000 289 | Grabmal > Grabhügel | Grabhügel                                                 | Vor- und/oder Frühgeschichte            |      |             |      |
| aKD-ALSH-Nr. 000 290 | Grabmal > Grabhügel | Grabhügel                                                 | Vor- und/oder Frühgeschichte            |      |             |      |
| aKD-ALSH-Nr. 000 291 | Grabmal > Grabhügel | Grabhügel                                                 | Vor- und/oder Frühgeschichte            |      |             |      |
| aKD-ALSH-Nr. 000 292 | Grabmal > Grabhügel | Grabhügel                                                 | Vor- und/oder Frühgeschichte            |      |             |      |
| aKD-ALSH-Nr. 000 293 | Grabmal > Grabhügel | Grabhügel                                                 | Vor- und/oder Frühgeschichte            |      |             |      |
| aKD-ALSH-Nr. 000 294 | Grabmal > Grabhügel | Grabhügel                                                 | Vor- und/oder Frühgeschichte            |      |             |      |
| aKD-ALSH-Nr. 000 295 | Grabmal > Grabhügel | Grabhügel                                                 | Vor- und/oder Frühgeschichte            |      |             |      |
| aKD-ALSH-Nr. 000 296 | Grabmal > Grabhügel | Grabhügel                                                 | Vor- und/oder Frühgeschichte            |      |             |      |
| aKD-ALSH-Nr. 000 297 | Grabmal > Grabhügel | Grabhügel                                                 | Vor- und/oder Frühgeschichte            |      |             |      |
| aKD-ALSH-Nr. 000 298 | Grabmal > Grabhügel | Grabhügel                                                 | Vor- und/oder Frühgeschichte            |      |             |      |
| aKD-ALSH-Nr. 000 299 | Grabmal > Grabhügel | Grabhügel                                                 | Vor- und/oder Frühgeschichte            |      |             |      |
| aKD-ALSH-Nr. 000 300 | Grabmal > Grabhügel | Grabhügel                                                 | Vor- und/oder Frühgeschichte            |      |             |      |
| aKD-ALSH-Nr. 000 301 | Grabmal > Grabhügel | Grabhügel                                                 | Vor- und/oder Frühgeschichte            |      |             |      |
| aKD-ALSH-Nr. 000 302 | Grabmal > Grabhügel | Grabhügel                                                 | Vor- und/oder Frühgeschichte            |      |             |      |
| aKD-ALSH-Nr. 000 303 | Grabmal > Grabhügel | Grabhügel                                                 | Vor- und/oder Frühgeschichte            |      |             |      |
| aKD-ALSH-Nr. 000 304 | Grabmal > Grabhügel | Grabhügel                                                 | Vor- und/oder Frühgeschichte            |      |             |      |
| aKD-ALSH-Nr. 000 305 | Grabmal > Grabhügel | Grabhügel                                                 | Vor- und/oder Frühgeschichte            |      |             |      |
| aKD-ALSH-Nr. 000 306 | Grabmal > Grabhügel | Grabhügel                                                 | Vor- und/oder Frühgeschichte            |      |             |      |